# Johann Rudolf Huber
Pour les articles homonymes, voir Huber.
Johann Rudolf Huber né à Bâle le 21 avril 1668 et mort dans la même ville le 28 février 1748, est un portraitiste suisse. Parmi ses portraits les plus connus, on trouve ceux de Charles-Guillaume de Bade-Durlach, Joseph Ier du Saint-Empire et Albrecht von Haller.

## Biographie
Huber est le fils d'un propriétaire à Bâle. Il apprend à peindre à Berne et à Venise.
Il voyage à Rome via Florence, et fréquente l'atelier de Carlo Maratta et l'Académie. Au retour il va à Paris en passant par Lyon.
À la cour de Stuttgart en 1699, il est nommé peintre de la cour. Il fait les portraits de près de 5 000 de ses contemporains. Il est mort à Bâle.
Huber a été un des plus importants peintres suisses de son temps.

## Œuvre

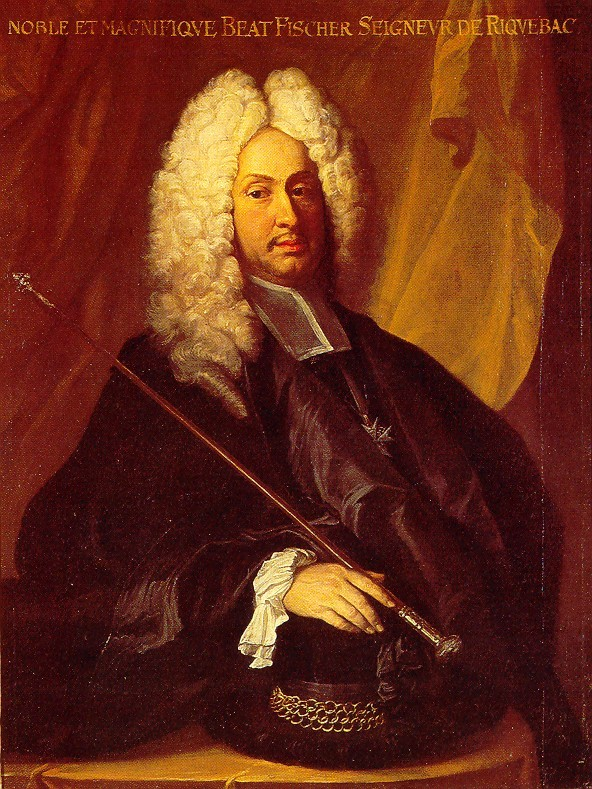
Beat Fischer (1697)
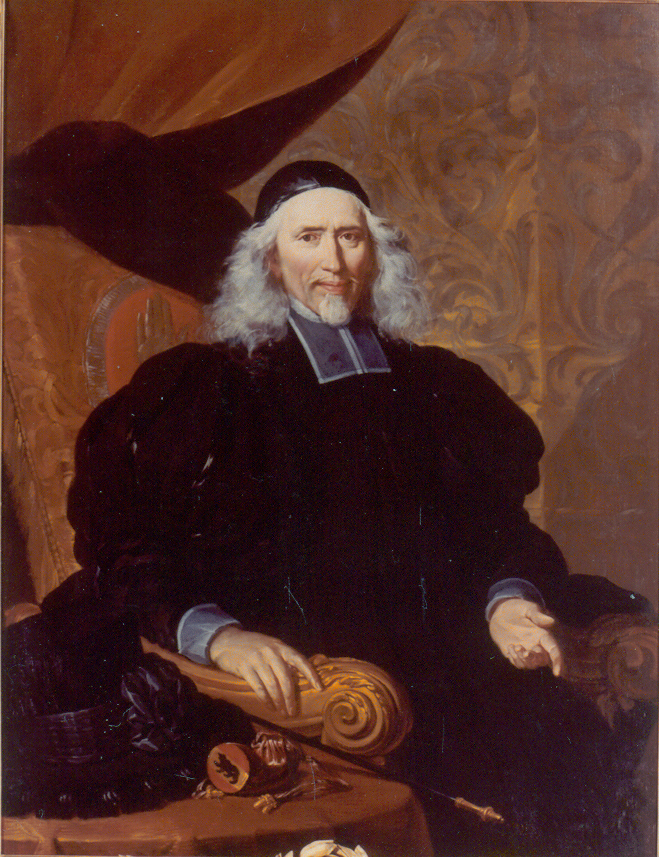
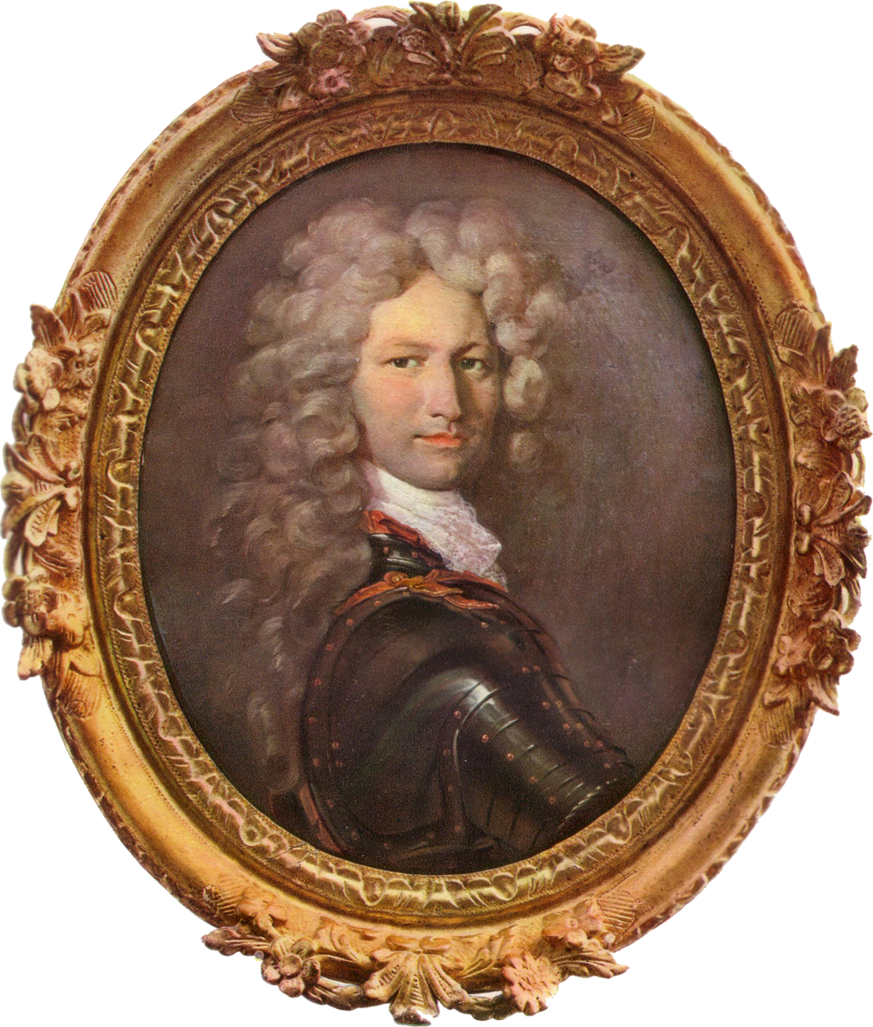
François-Louis de Pêmes de St.Saphorin
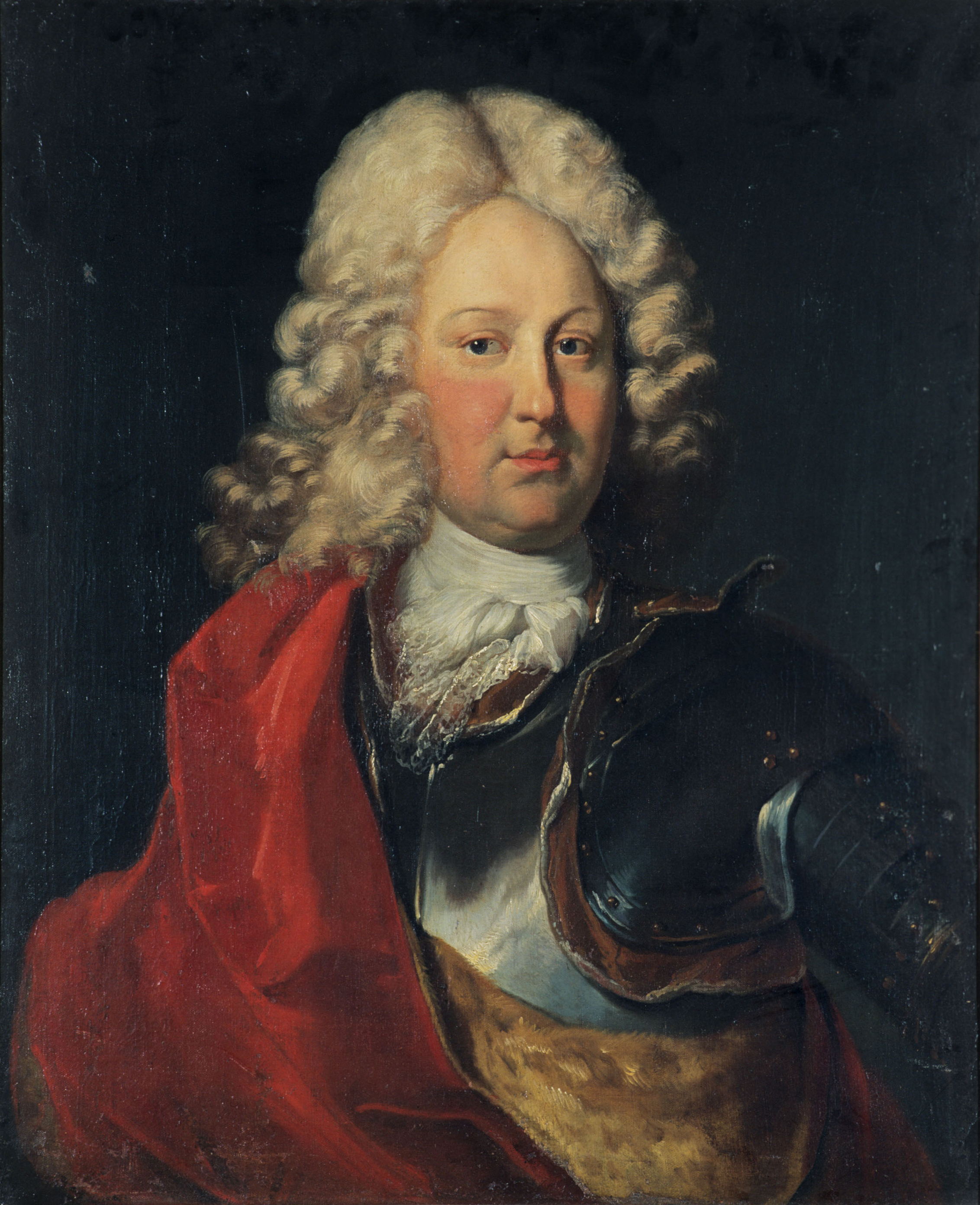
Charles-Guillaume de Bade-Durlach (1710)
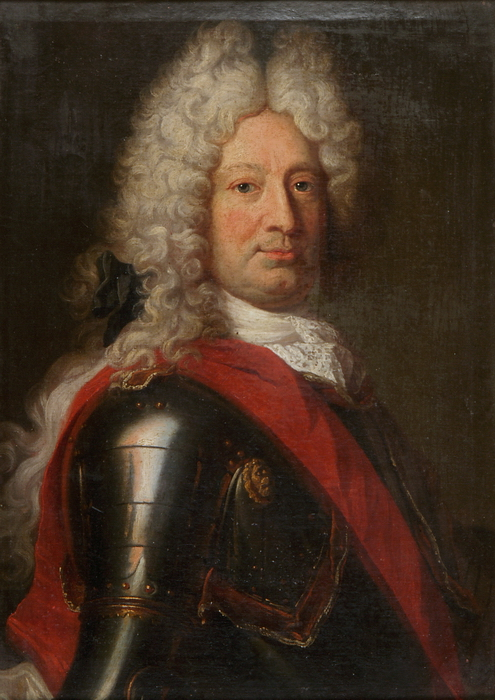
Maréchal von Mentzingen
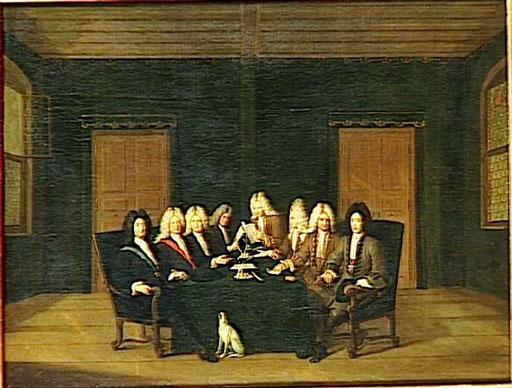
Le Congrès de la Paix de Baden (1714)
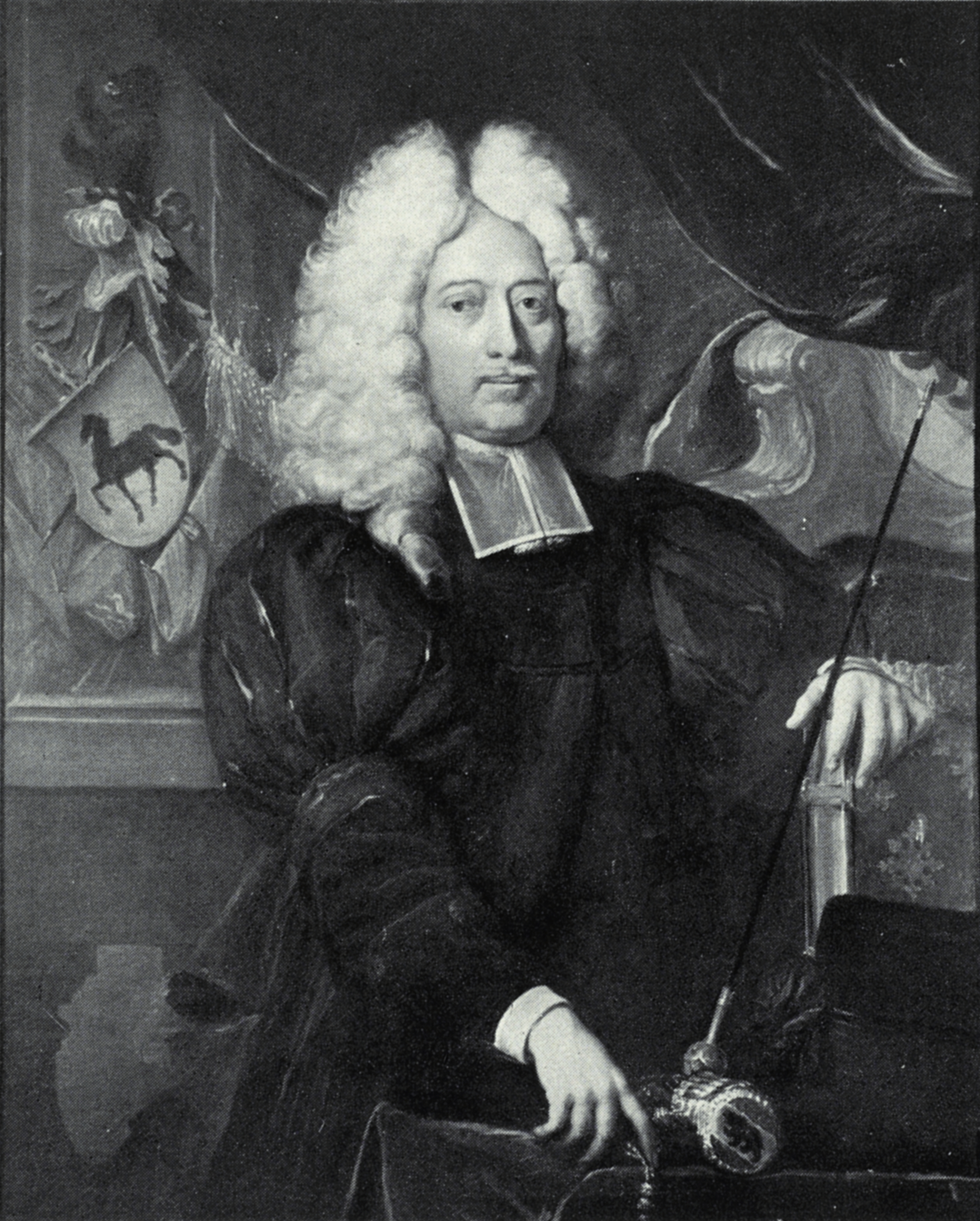
Samuel Frisching
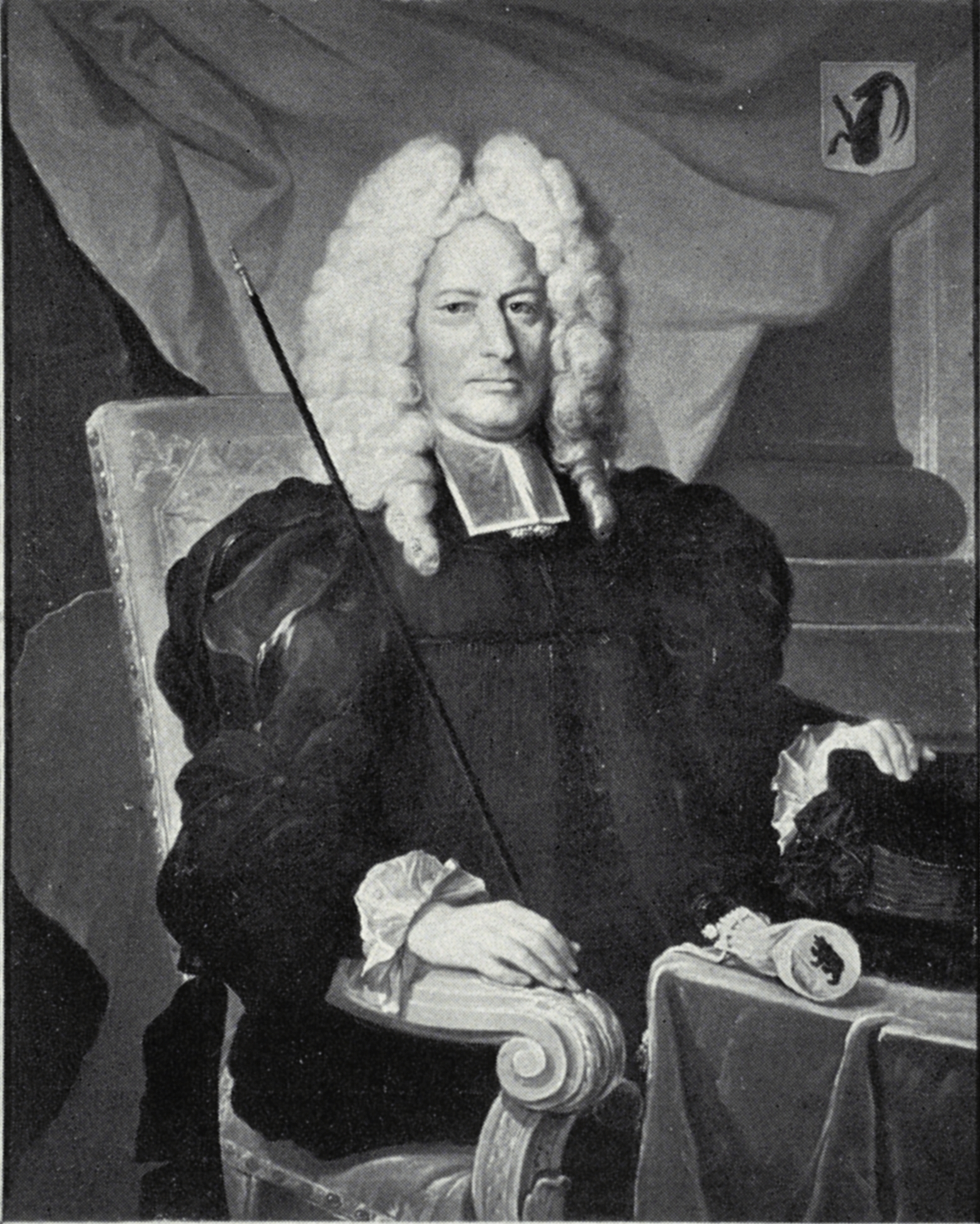
Christoph Steiger
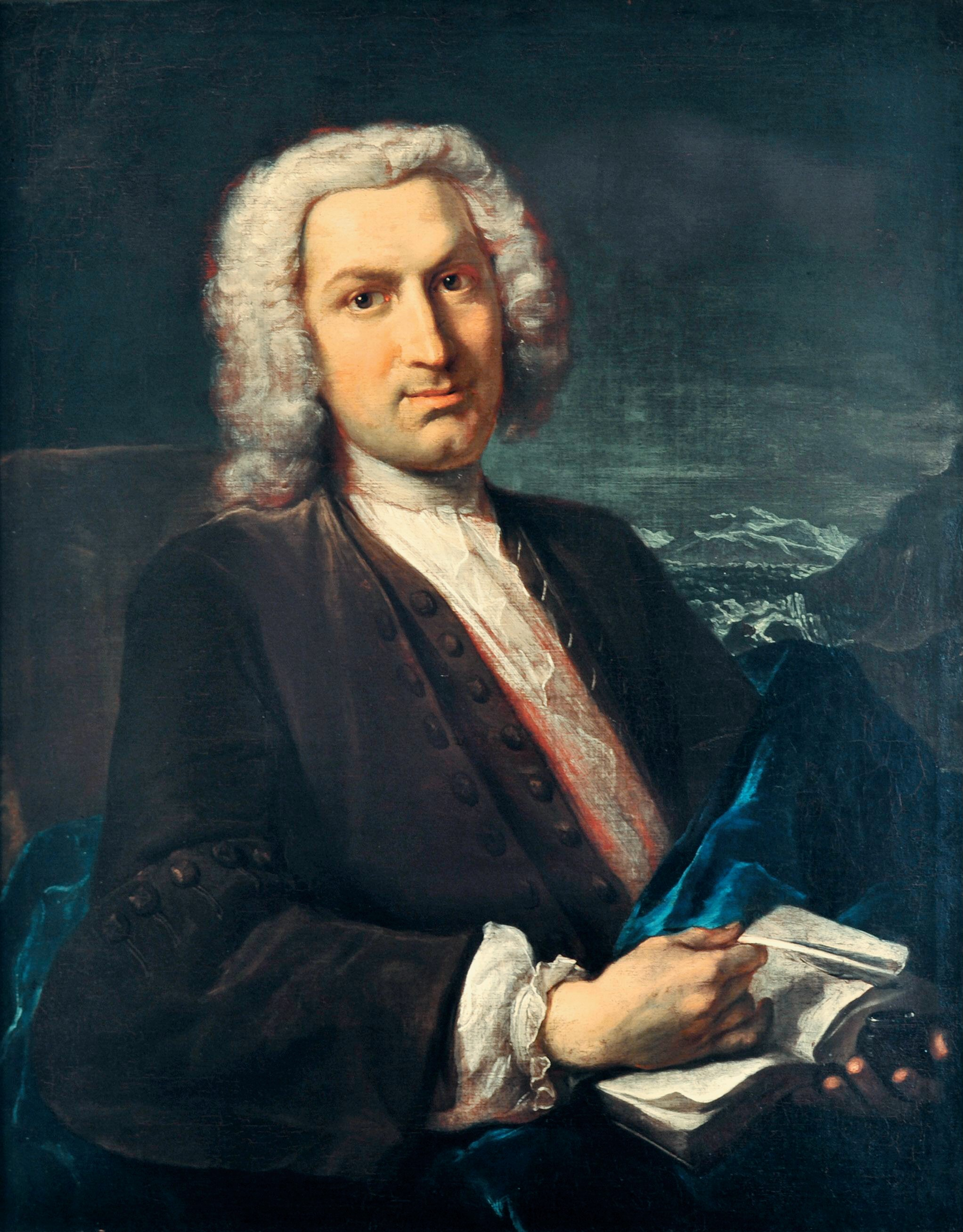
Albrecht von Haller
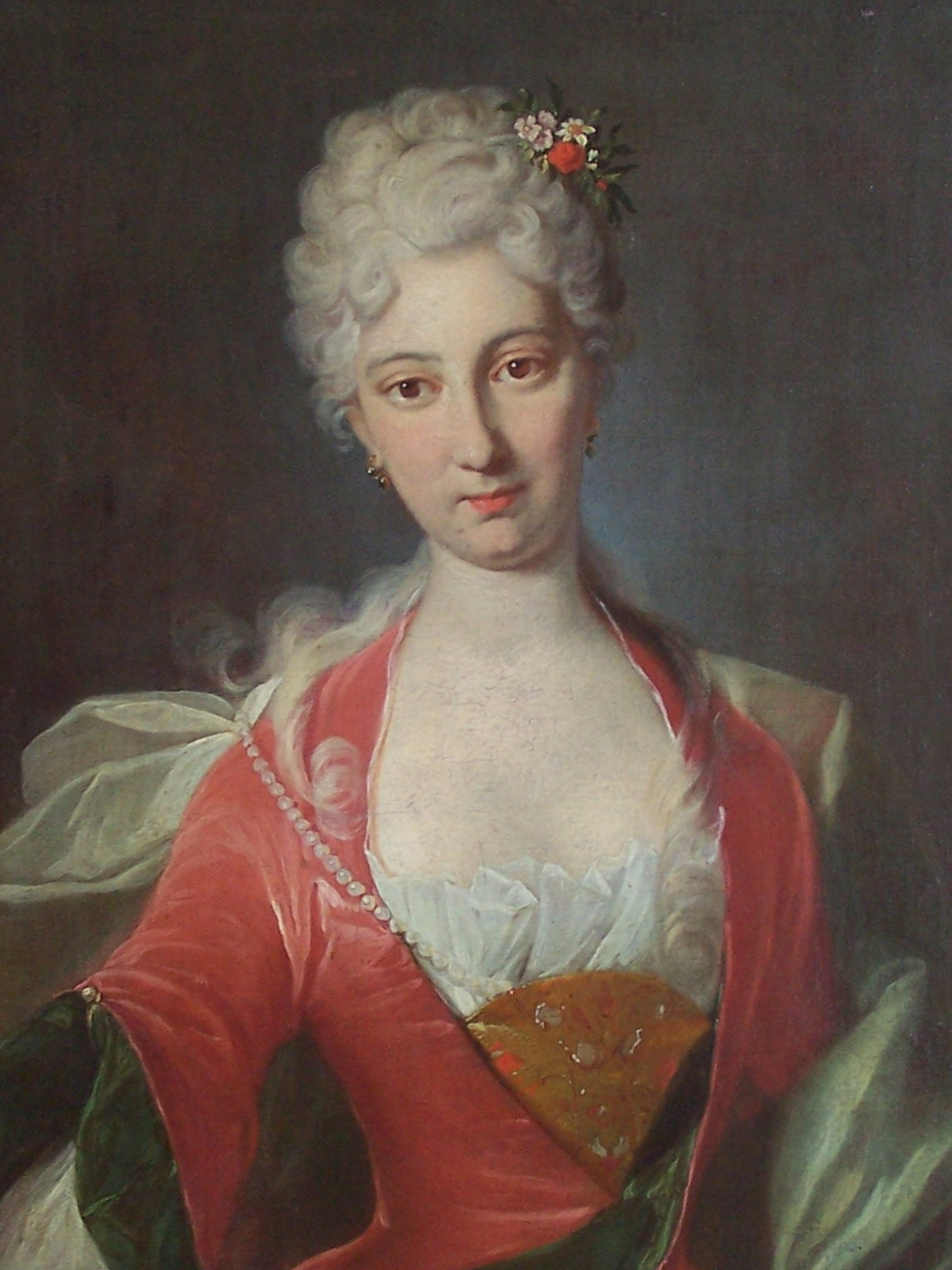
Portrait d'une inconnue
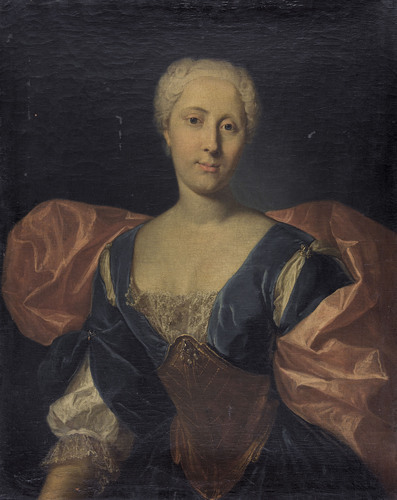
Susanna Elisabetha Lupicki
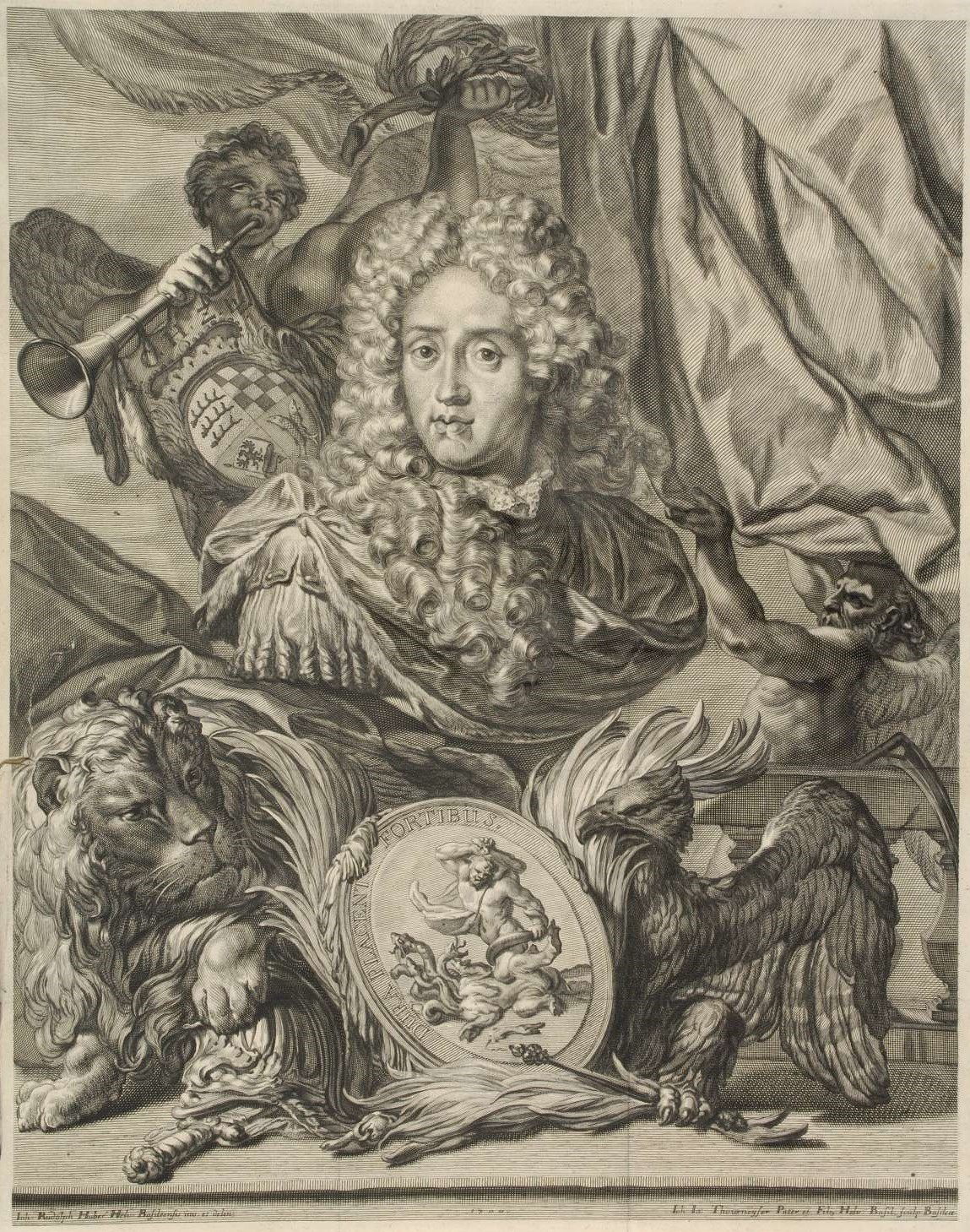
Friedrich Karl von Württemberg, 1700
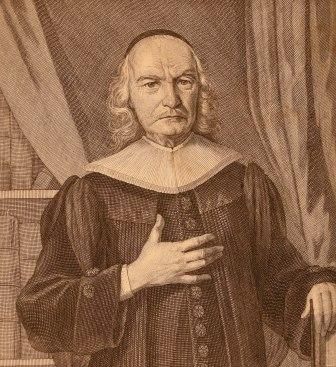
Johann Rudolf Rudolf
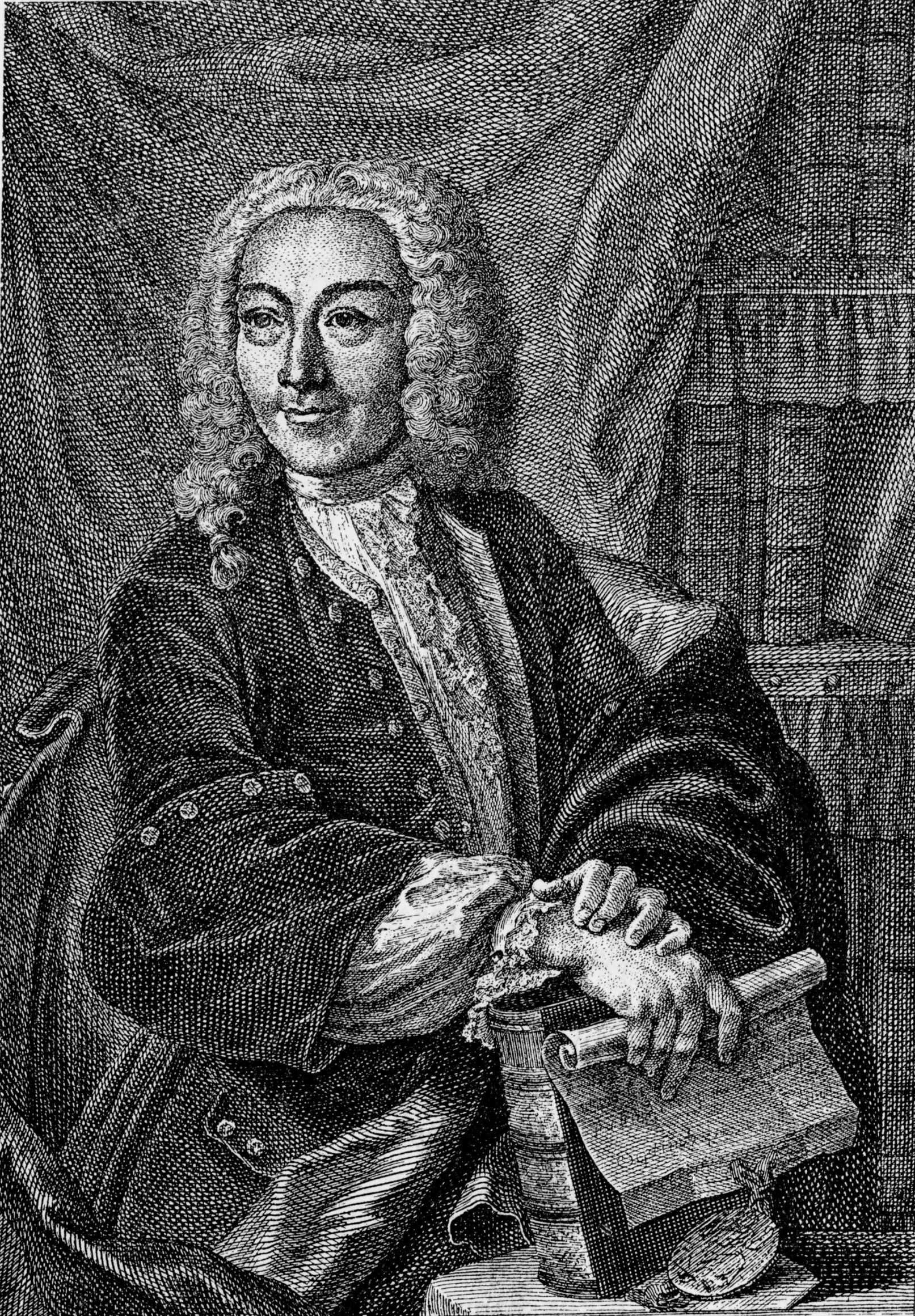
Carl Friedrich Drollinger
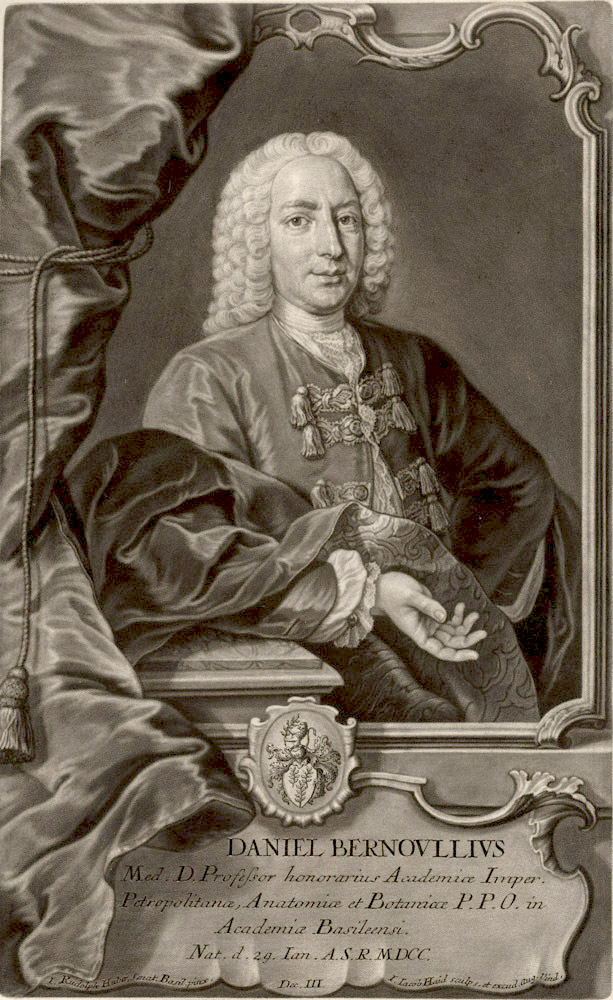
Daniel Bernoulli
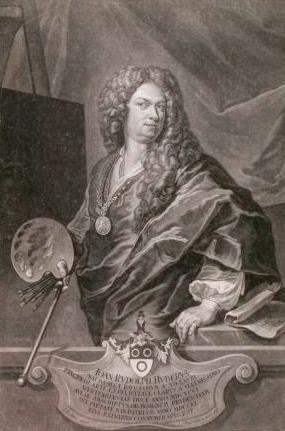
autoportrait

### Sources
1. ↑  (de) « Huber, Johann Rudolf », sur Sikart (consulté le 1er mai 2023)

- Register der Contrafeit so ich nach dem Leben gemahldt habe (1683–1718), Musée des beaux-arts de Winterthour, doi:10.7891/e-manuscripta-48580